# AFC Comprest GIM București
Comprest GIM București este un club de fotbal din București înființat în 2004, care a evoluat trei sezoane în Liga a III-a, dar în prezent are doar grupe de juniori.

## Istoric
Comprest a câștigat pentru prima dată campionatul Ligii a IV-a București la finalul sezonului 2006–07, dar a pierdut promovarea în Liga a III-a, pierzând cu 0–1 în fața FCM Târgoviște II, campioana județului Dâmbovița.
Comprest câștigă din nou Liga a IV-a București, în sezonul 2008–09, de data aceasta reușind promovarea în Liga a III-a, după ce a câștigat meciul de baraj jucat împotriva campioanei județului Teleorman, FCM Alexandria, 2–1 pe Stadionul Eugen Popescu din Târgoviște.
După două sezoane în Liga a III-a, în care s-a luptat de fiecare dată pentru evitarea retrogradarii, 2009–10 – locul 12, 2010–11 – locul 10, Comprest a retrogradat la final sezonului 2011–12 clasându-se pe locul 14.
La sfârșitul sezonului 2013–14, Comprest reușește să câștige din nou campionatul Ligii a IV-a București, dar a ratat promovarea în a treia divizie, pierzând cu 0–1 meciul de baraj jucat împotriva campioanei județului Teleorman, Sporting Roșiorii de Vede.

## Palmares
Liga a IV-a București
- Câștigătoare (3): 2006–07, 2008–09, 2013–14